# Paolo Martinelli
Mons. Paolo Martinelli, O.F.M. Cap. (* 22. říjen 1958, Milán) je italský římskokatolický duchovní, biskup a apoštolský vikář Jižní Arábie.

## Život
Narodil se 22. října 1958 v Milánu.
Po studiu zemědělské školy vstoupil 25. září 1978 do kapucínské provincie San Carlo. Dne 8. září 1980 složil své časné sliby a 23. prosince 1984 sliby věčné.
Po studiu teologie na San Francesco d'Assisi nastoupil na Papežskou univerzitu Antonianum. Dne 7. září 1985 byl biskupem Renatem Cortim vysvěcen na kněze.
Po vysvěcení působil jako pastorační vikář pro Fondazione Istituto Sacra Famiglia v Cesano Boscone. Pokračoval také ve studiu na Papežské univerzitě Gregoriana, kde získal licenciát z teologie a doktorát z fundamentální teologie.
Roku 2003 se stal profesorem na Istituto francescano di spiritualità a roku 2010 na Papežské univerzitě Antonianum.
Roku 2006 byl jmenován poradcem Kongregaci pro společnosti zasvěceného života a společnosti apoštolského života, roku 2009 Biskupské synody a roku 2012 poradcem Kongregace pro nauku víry.
Dne 24. května 2014 jej papež František jmenoval pomocným biskupem milánské arcidiecéze a titulárním biskupem z Musti v Numidii. Dne 28. června 2014 přijal biskupské svěcení z rukou kardinála Angela Scoly. Spolusvětiteli byli kardinál Dionigi Tettamanzi a biskup Mario Delpini.
Dne 1. května 2022 byl jmenován apoštolským vikářem Jižní Arábie.